# Tyroglyphus
Ce taxon est aujourd'hui obsolète.

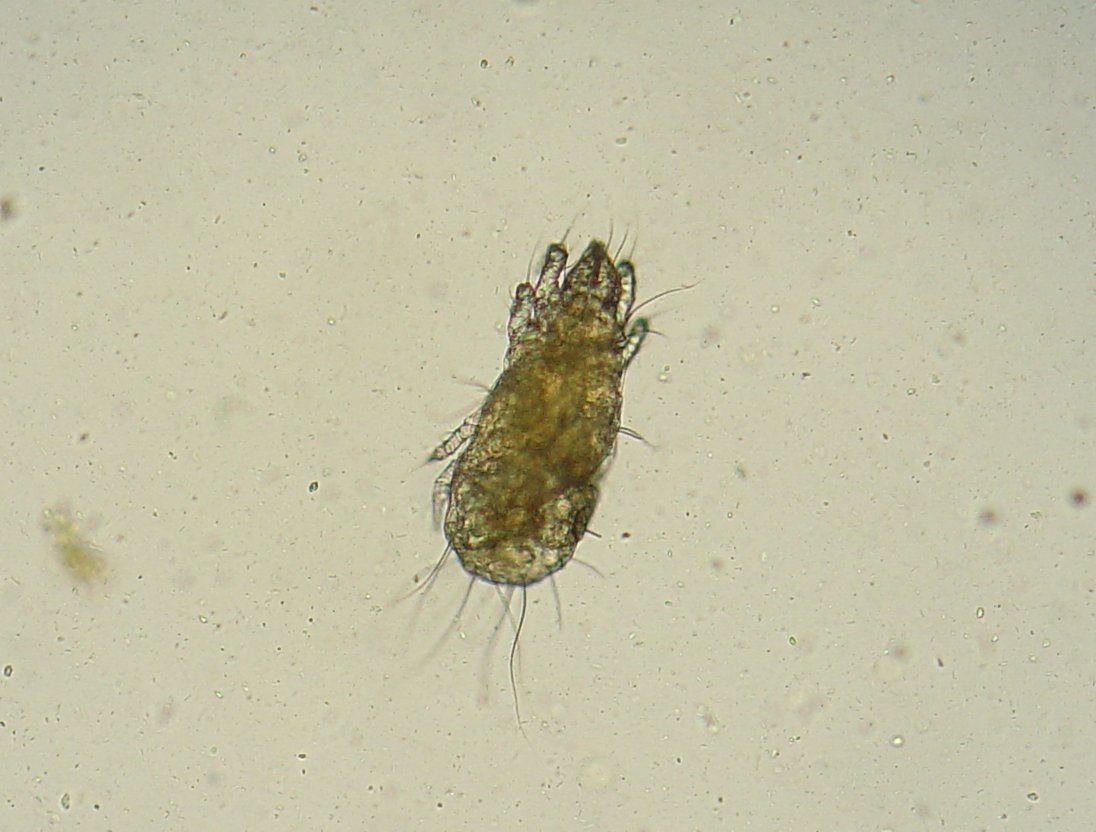
Le Tyroglyphe de la farine désigne aujourd'hui Acarus siro.

Tyroglyphus est un ancien nom scientifique rejeté et considéré comme invalide depuis 1958. Il désignait un groupe d'acariens. Tyroglyphe, son nom vulgarisé en français, est encore utilisé.

## Le genreTyrogyphus
Le genre Tyroglyphus est créé par l'entomologiste français Pierre-André Latreille en 1796 pour désigner un groupe d'acariens, notamment certains acariens du fromage. Cependant, il est placé sur l'Index officiel des noms rejetés et invalides en zoologie depuis 1958. Il est ainsi considéré comme un synonyme junior du genre Acarus,,.
Ce genre, tel qu'il est utilisé par Anthonie Cornelis Oudemans en 1916, est divisé dans les genres Acarus, Tyrophagus, Tyrolichus et d'autres. La principale cause de cette recombinaison est la présence d'un bouclier dorsal alors qu'une des définitions de ce genre selon Oudemans est son absence.

## Le nom vulgarisé Tyroglyphe
Les auteurs du XIXe siècle ont vulgarisé leurs noms scientifiques en français, des noms qui sont encore utilisés aujourd'hui et considérés comme normalisés :
- Tyroglyphus farinae a été francisé en « Tyroglyphe de la farine », qui désigne aujourd'hui Acarus siro, le Ciron de la farine[4].